# Risby (Tikøb Sogn)
 For alternative betydninger, se Risby. (Se også artikler, som begynder med Risby)
Risby er en landsby i Tikøb Sogn, Lynge-Kronborg Herred i det tidligere Frederiksborg Amt. Risby ligger mellem Tikøb og Hornbæk.
Risby havde i 1682 2 gårde. Det samlede dyrkede areal var 19,7 tønder land, skyldsat til 5,60 tdr. hartkorn. Dyrkningsformen var trevangsbrug.